# Camille Paulus
Camille Paulus (Aartselaar, 24 april 1943) is een Belgisch voormalig advocaat en politicus voor de PVV en diens opvolger VLD.

## Levensloop
Hij studeerde in 1966 als doctor in de rechten af aan de Université libre de Bruxelles (ULB). Hierop aansluitend was hij van 1966 tot 1968 advocaat bij de balie te Antwerpen. Daarnaast ging hij 1967 aan de slag als assistent aan de VUB, een functie die hij uitoefende tot 1971. Van 1968 tot 1971 was hij vervolgens kabinetschef van gouverneur Andries Kinsbergen. Paulus werd ondervoorzitter van de nieuwe Universitaire Instelling Antwerpen, een functie die hij uitoefende tot 1993. Vanaf 1972 was hij tevens docent en hoogleraar aan de VUB (tot 1995).
In 1982 werd hij aangesteld als voorzitter van het Liberaal Vlaams Verbond (LVV). In 1977 werd hij voor een eerste maal gemeenteraadslid in Aartselaar. Hij was er vanaf 1989 burgemeester, een mandaat dat hij vervulde tot zijn aanstelling als gouverneur van de provincie Antwerpen in 1993. Tijdens zijn ambtstermijn als gouverneur zette hij zich in voor het mobiliteitsvraagstuk in Antwerpen. Hij is ook een initiatiefnemer van de Wodca campagne. In 2008 werd hij in deze functie opgevolgd door Cathy Berx.
Paulus was voorzitter van de Hoge Raad van de Universiteit Antwerpen, Artesis Hogeschool Antwerpen en diens opvolger, de AP Hogeschool Antwerpen (tot 2015). Tevens was hij voorzitter van het Instituut voor Nederlandse Lexicologie, Prins Leopold Instituut voor Tropische Geneeskunde en de Commissie voor de Hervorming van de Civiele Veiligheid.
In 2008 werd op zijn initiatief de strip De dolle avonturen van Camille Paulus uitgegeven. Het scenario was van Dirk Biddeloo en Marc Verhaegen, deze laatste was tevens verantwoordelijk voor de tekeningen. Bij zijn pensionering liet hij door de Provincie een fotoboek uitbrengen met als titel de Gouverneur in Beeld. Na zijn pensionering stelde hij zich tevergeefs kandidaat om voorzitter van de Koninklijke Belgische Wielrijdersbond (KBWB) te worden. Het verdwijnen van de Grote Prijs Rik van Steenbergen in Aartselaar vanaf 2013 noemde hij de grootste teleurstelling in zijn leven. Om de profkoers nieuw leven in te blazen zocht Paulus contact met de organisatoren van de Schaal Sels. Zij beslisten om de wedstrijd opnieuw te organiseren. Het parcours werd verlegd naar de Kempen, met de start in Beerse en de aankomst in Arendonk, het geboortedorp van Rik Van Steenbergen. De enige editie werd gereden in oktober 2019. Ook liet hij het Jeugdsportfonds Camille Paulus naar zichzelf vernoemen,  ook initiatieven die zich op G-sport richten konden ondersteuning krijgen. Dit fonds is na enkele jaren opgedoekt.